# La Madam
La Madam fou un grup de música creat a Sabadell durant la dècada dels 80 i els primers anys 90 del segle XX fundat per Josep Maria Llongueras, més conegut com a Llongue, i per Aleix Creus Conesa. Tocaven en català i van realitzar algun tema amb Mikimoto.